# Hempstead County
Hempstead County is een county in de Amerikaanse staat Arkansas.
De county heeft een landoppervlakte van 1.888 km² en telt 23.587 inwoners (volkstelling 2000). De hoofdplaats is Hope.

## Bevolkingsontwikkeling

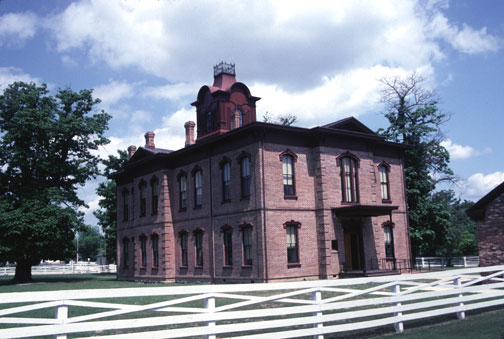
Hempstead County Courthouse